# Parachlorissa
Parachlorissa là một chi bướm đêm thuộc họ Geometridae.